# 米奇夫
50°44′16″N 26°46′39″E / 50.73778°N 26.77750°E
米奇夫（烏克蘭語：Мичів），是烏克蘭西北部的村莊，隸屬里夫內州的里夫內區。該村始建於1915年，面積0.32平方公里，海拔高度206米，2001年人口95，人口密度每平方公里295人。